# Altiphylax tokobajevi
Altiphylax tokobajevi là một loài thằn lằn trong họ Gekkonidae. Loài này được Yeriomtschenko & Szczerbak mô tả khoa học đầu tiên năm 1984.